# Hyla intermedia
La ranita italiana (Hyla intermedia) es una especie de anfibios de la familia Hylidae. Habita en la práctica totalidad de la península itálica, Sicilia, oeste de Eslovenia y hay una única cita en la frontera sur de Suiza. Sus hábitats naturales incluyen bosques templados, ríos, corrientes intermitentes de agua, marismas de agua dulce, corrientes intermitentes de agua y algunos cultivos, como arrozales.
No está amenazada de extinción, aunque puede verse amenazada localmente por pérdida de hábitat, aumento de la urbanización y contaminación de las aguas.

## Descripción
Es una rana arborícola de pequeño tamaño, entre cuatro y cinco centímetros. Presenta un cuerpo ovalado, cabeza ancha y ojos grandes, prominentes de iris dorado. Fácilmente reconocibles por el intenso color verde brillante. Poseen unas finas líneas que van del marrón al negro dibujadas a lo largo de los costados de forma irregular y extendidas en manchas más marrones. Sus extremidades esbeltas y los dedos provistos de almohadillas adhesivas, adaptadas a sus hábitos trepadores, les permiten subir fácilmente por la vegetación y mantenerse sobre las hojas más lustrosas, siendo uno de los caracteres que las separan de las ranas típicas, de fuertes ancas traseras adaptadas al salto. El macho presenta un gran saco vocal que infla bajo la mandíbula al realizar su llamada.
Es muy similar a otras especies del géreno hyla como la hyla arborea y la hyla molleri.